# كلية الفلسفة والعلوم الاقتصادية (لندن)
كليّة الفلسفة والعلوم الاقتصادية ( SPES )، تعمل أيضًا تحت اسم مدرسة الفلسفة ومدرسة الفلسفة العمليّة وتسمّى قانونيًا كليّة العلوم الاقتصادية ( SES )، هي منظّمة عالمية مقرّها في لندن. يقدّم دورات غير أكاديميّة للبالغين، بدءًا من سلسلة تمهيديّة تسمّى الفلسفة العمليّة إلى فصول أكثر تقدّمًا. تتأثّر تعاليمها بشكل أساسي بأدفايتا فيدانتا، وهو نظام فلسفي أرثوذكسي للهندوسية. لديها معلّم، سري فاسوديفاناندا ساراسواتي، استخدم لقب شانكاراتشاريا حتّى عام 2017. كانت المنظّمة موضع جدل، وخاصّة الاعتداء التّاريخي على الأطفال الّذي أكدت أنه إجرامي. لديها قواعد لباس وتدعو إلى أسلوب حياة محافظ، مع الأدوار التّقليدية للجنسين والأعراف الجنسيّة. وقد تمّ وصفها بأنّها طائفية أو حركة دينيّة جديدة.
تعلن المنظّمة عن دورات تمهيديّة بعنوان "الفلسفة العمليّة" و"الاقتصاد مع العدالة" ودورات أخرى بما في ذلك الّلغة السّنسكريتية. تتضمّن دورة الفلسفة العمليّة عملية تأمليّة تُعرف باسم "التّمرين"  ومناقشة موضوعات عالمية مستوحاة من أعمال الفلاسفة الأوروبيّين والهنود مثل أفلاطون، ومارسيليو فيسينو، وسوامي فيفيكاناندا، وآدي شانكارا، بالإضافة إلى أدفايتا. أولئك الّذين يستمرّون في المشاركة بعد أربع سنوات يدرسون بشكل أساسي أدفايتا؛ يتمّ تشجيعهم على الزّواج، ويطلب منهم ممارسة التّأمل، والقيام بعمل تطوّعي للمساعدة في إدارة المنظّمة وحضور البرامج الدّاخلية.
وقام أعضاء المنظّمة بتأسيس مدارس لتعليم الأطفال في عدد من البلدان. المنظّمة مسجّلة كمؤسّسة خيريّة في المملكة المتّحدة؛ يتمّ تسجيل العمليات العالمية كمنظّمات غير ربحيّة في بلدانها.
تأسّست المنظّمة في لندن على يد النائب العمالي أندرو ماكلارين . خليفته وابنه، زعيم SES ليون ماكلارين (1910-1994)، محامٍ  قدّم برامج عن أدفايتا .
وفقًا للتّقرير المالي لـ SES لعام 2017، كان لديها إجمالي 3173 مسجّلاً في المملكة المتّحدة في نهاية ذلك العام. اعتبارًا من عام 2012، كان لديها إجمالي حوالي 20000 فرعًا في ما يصل إلى 80 فرعًا حول العالم. تعمل تحت أسماء مختلفة، وهناك فروع في أمريكا وكندا وفنزويلا وأستراليا ونيوزيلندا وجنوب أفريقيا وترينيداد وبلجيكا وقبرص واليونان وهولندا ومالطا وإسبانيا وأيرلندا والمجر وألمانيا والأرجنتين. رئيس كل هذه الفروع هو "المدرّس الأوّل" SES، خليفة ماكلارين، دونالد لامبي، وهو أيضًا محامٍ.
يرسوم الدّورة التّدريبية للمنظّمة منخفضة لتشجيع التّوظيف؛ بفضل التّبرعات والوصايا، تمتلك المنظّمة كومة نقدية كبيرة ومحفظة عقارات في جميع أنحاء العالم، بما في ذلك العديد من القصور.
وهذا هو موضوع رواية عار عليك للكاتبة كلارا سلمان.

## تاريخ

### التأسيس
تأسّست كلية العلوم الاقتصادية عام 1938، في المملكة المتّحدة، على يد أندرو ماكلارين  وابنه ليون ماكلارين، تحت اسم مدرسة هنري جورج للاقتصاد. لقد كانت مجموعة دراسة اقتصاديّة قامت بشرح النّظريات الاقتصاديّة للخبير الاقتصادي الأمريكي هنري جورج. اجتمعت المجموعة في البداية في قاعة الّلجنة البرلمانية بمجلسي البرلمان. ورث ليون ماكلارين المنظّمة عن والده أندرو، وغيّر تركيزها إلى "دراسة القوانين الطّبيعية الّتي تحكم العلاقات بين الرّجال في المجتمع". لقد اعتبر العلم بمثابة دراسة للقوانين الموجودة بالفعل في الطّبيعة؛ الاقتصاد دراسة الطّبيعة البشرية وتفاعلها مع الكون الطّبيعي. وفي عام 1942 تمّ تغيير اسم المجموعة إلى كلية العلوم الاقتصادية. بقي هذا الاسم قائمًا حتى تغيير الاسم الموجود على المواد الدعائية عام 2019 إلى كلية الفلسفة والعلوم الاقتصادية.

#### تأثير أوسبنسكي وغوردجييف
درس ماكلارين كتاب عالم الفن (1946)، وهو عبارة عن دراسة واسعة النّطاق للأفكار حول طبيعة الإنسانيّة والمجتمع والفن والعلم والدّين والتّطور والإبداع والإرادة الحرّة والعقل والمادة والمعرفة والوعي. كان هذا الكتاب هو أوّل من عرفه بأفكار أوسبنسكي. قام بدمج أفكاره في SES ودعا المؤلّف بيتر جوفين لإلقاء محاضرات.
كان بيتر ديميانوفيتش أوسبنسكي تلميذًا لـ جورج غوردجييف وتمّ دمج فلسفتهم المسمّاة "الطّريق الرابع". تمّ الإشادة بغوردجييف باعتباره مثقّفًا يتمتّع بشخصيّة كاريزمية جلب رؤية أكبر للفكر الغربي، وتم توبيخه باعتباره دجالًا مهووسًا بالغرور يعمل على إرهاق أتباعه لتحطيم الشّخصية. في عام 1953، التقى ماكلارين بفرانسيس سي. رولز، تلميذ أوسبنسكي الّذي أسّس جمعية الدّراسة في عام 1951 لمواصلة تدريس الطّريق الرّابع. قام ماكلارين بتنظيم نظام غوردجييف ودمج هذه الأفكار في دوراته؛  تمّ مزج الأفكار مع علم الاجتماع ، وتمّ أخذ الطّبيعة الداخلية للإنسان في الاعتبار في سياق القوى التي تحكم المجتمع.
عندما توفي ماكلارين في منتصف التّسعينيات، خضعت SES تدريجيّاً لتغيّير في النّهج، فاختارت أن تكون أكثر انفتاحاً. في الوقت الحاضر، يبدو أنّ SES قد تخلّصت تدريجيًّا من معظم موادها الغوردجيفية (لم تعد تستخدم محاضرات ماكلارين) على الرّغم من أنّها تعترف بغوردجيف وأوسبنسكي كمصدر لدورات الفلسفة الأولى على موقعها الرّسمي على الإنترنت.

#### تأثير مهاريشي ماهيش يوغي
يعتقد أوسبنسكي أنّ تعاليم غوردجييف كانت غير مكتملة وكان كل من رولز وماكلارين حريصين على اكتشاف العناصر المفقودة. في عام 1959، اكتشف ماكلارين تعاليم أدفايتا فيدانتا بعد لقائه بمهاريشي ماهيش يوغي، وبدأ في ممارسة التأمّل التّجاوزي (TM). أصبح كل من الأدوار وماكلارين تلاميذ مهاريشي ماهيش يوغي. في 13 من شهر مارس 1961، نظم ماكلارين اجتماعًا يسمّى "المؤتمر العالمي لعام 1961" لمهاريشي في قاعة ألبرت الملكية. قبل يومين من الحدث، عُقدت اجتماعات أصغر في قاعة كاكستون. حضر اجتماع قاعة ألبرت الملكية 5000 شخص، جميعهم تقريبًا أعضاء SES. ووصف أحد الحاضرين تأثير الحديث بأنه "هائل"، ممّا جعله يشعر وكأنّه سجين تمّ إطلاق سراحه للتّو. وتكهّن بأنّ التّأمل كان الحلقة المفقودة لنظام غوردجييف-أوسبنسكي غير المكتمل.
النّوع المحدّد من التّأمل الّذي تستخدمه SES تمّ تطويره بواسطة براهماناندا ساراسواتي (Gurudeva). انبهر ماكلارين بطقوس البدء، وتكهّن بأنّه وجد مصدر أفكار غوردجييف. علم شانتاناندا ساراسواتي أن ممارسة التأمل بطريقة منتظمة ومنضبطة لها أهمية قصوى. أصبح التّأمل محوريًا في برنامج فلسفة SES ويتم تناوله من قبل جميع كبار أعضاء المجموعة.

##### مدرسة التأمل
كان لـ SES دور فعّال في التّرويج للتّأمل التّجاوزي (TM) في المملكة المتّحدة منذ ستينيّات القرن العشرين. بالتّعاون مع جمعية الدّراسة ومهاريشي ماهيش يوغي، أنشأت SES مدرسة التأمل (SoM) في لندن في عام 1961، تحت إشراف بيل وايتنج. كان هدف SoM، ولا يزال، هو دراسة وتعليم المبادئ والتّطبيق العملي للتّأمل. العديد من القادة اللاحقين لـ SoM كانوا من طلاب مهاريشي. أصبحت مدرسة التأمل الآن منظّمة مستقلة تتمتع بالحكم الذاتي. بحلول عام 2011، قامت SoM بتشجيع 15332 شخصًا على ممارسة التّأمل. ولها فروع في عدة أجزاء من المملكة المتحدة وكذلك في اليونان وهولندا. يقوم كل من SES وSoM بتدريس التّأمل التجاوزي كما قدمه مهاريشي ماهيش يوغي، وهي تقنية قديمة يعود الفضل في إحيائها إلى براهماناندا ساراسواتي.

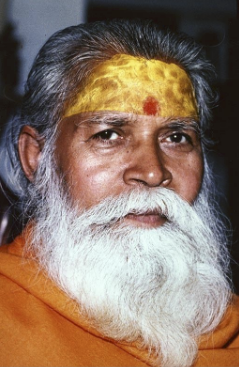
سري شانتانادا ساراسواثي

#### أدفايتا
في رحلته إلى الهند لدراسة التّأمل مع مهاريشي ماهيش يوغي، التقت رولز بشانكارشاريا من جيوتير ماث، سوامي شانتاناند ساراسواتي، الّذي اعتقدت رولز أنّه المرشد الرّوحي الّذي كان يبحث عنه كل من مجتمع الدّراسة وSES وقدّم ماكلارين إلى شانتاند، وكلاهما كان يبحث عنه أصبح الطّلاب. كان سوامي شانتاناندا ساراسواتي تلميذاً، مع المهاريشي، من شانكاراتشاريا السابقة لجيوتير ماث، سوامي براهماناندا ساراسواتي. من هذه النّقطة فصاعدًا، أصبحت تعاليم ماكلارين تعتمد في الغالب على أدفانتا فيدانتا، والّتي نشرها داخل SES. خلال منتصف الخمسينيات من القرن الماضي، أصبحت الفلسفة العملية الموضوع الرئيسي للتدريس والممارسة في كلية SES ولا تزال كذلك حتى اليوم. عززت مناقشات ماكلارين مع شانتاناند ساراسواتي  المبدأ المركزي لفلسفة SES وهو "الوحدة في التنوع"، وهو دمج الفلسفة الشّرقية والحكمة الغربية.
منذ عام 1965، كلّ عامين طوال بقيّة حياته، كان ماكلارين يتحدّث مع شانتاناندا ساراسوات وتمّ تسجيل هذه المحادثات ونسخها. تمّ نشر هذه المحادثات في سلسلة من أربعة مجلّدات. يتمّ نشر التّدريس من قبل طلاب SES المتقدّمين الذين هم مدرسون متطوعين، ويتم الحفاظ عليه من قبل خلفاء ماكلارين وشانتاناند ساراسواتي، وهم دونالد لامبي ومعلم SES سري فاسوديفاناندا ساراسواتي على التوالي.
التقى ماكلاران أيضًا بحكيم هندي آخر، داندي سفامي نارايانانادا ساراسفاتي، الّذي كان طالبًا في كل من شانتاناندا ساراواثي وبراهماناندا ساراواتي . كان مرتبطًا أيضًا بزعيم فرع SES في هولندا.

##### اللغة السنسكريتية
في محادثاته مع ماكلارين، ذكر شانتاناندا ساراسواتي أهميّة اللغة السّنسكريتية في دراسة أدفايتا. بدأت دراسة اللغة السّنسكريتية في SES في أواخر السّتينيات وأصبحت جزءًا رسميًّا مما كان يسمّى "المدرسة المتوسطة" في عام  تعتبر SES مركزًا عالمي المستوى لدراسة اللغة السنسكريتية.

### الفن في العمل
في عام 1977، بدأ قسم الفنون في SES مهرجانًا فنيًّا سنويًّا مدّته أربعة أيّام يسمّى الفن في العمل فيحديقة واتر بيري؛ اجتذب الحدث الأول 14000 زائر، بينما اجتذبت الأحداث الأخيرة حوالي 25000 زائر. كان الغرض من هذا الحدث هو إظهار مبادئ SES من خلال السّماح بملاحظة الفنّانين والحرفيّين أثناء إنشاء فنّهم، والهدف هو الجمع بين الأساتذة والمبتدئين معًا في محاولة لتشجيع الإبداع. على مرّ السّنين، ارتفع عدد الفنّانين العارضين من 51 إلى 400، تمّ اختيارهم خصّيصًا لجودة أعمالهم. كما تضمّن الحدث محاضرات ألقاها خبراء من الرّابطة الوطنية لجمعيات الفنون الزخرفية والجميلة، و3000 مكان في دورات عملية في 20 موضوعًا مختلفًا. شارك في هذا الحدث حوالي 900 متطوع من SES. بدأ هذا الحدث وكيل شركة واتر بيري، برنارد سوندرز،  وقام بتنظيمه جيريمي سنكلير البنك المركزي المصري بين عامي 2005 - 2014، ولاحقًا سيمون بوكانان.
بعد 40 عامًا، أعلن المنظّمون أنّ الفنّ في العمل سوف "يتوقّف مؤقّتًا"، وأنّ رؤيتهم تتمثّل في أن تتطوّر حدائق واتربيري كمركز للفنون في السّنوات القادمة. منذ ذلك الحين استضافت المنظمة مهرجان الأعمال اليدوية في بريطانيا، الاحتفال بالسيراميك، مهرجان أكسفورد لرواية القصص ومهرجان أوبرا واتربيري.

### زعيم جديد
في عام 1992، نصح شانتاناند ساراسواتي ليون ماكلارين باختيار خليفة له. اختار المحامي دونالد لامبي الّذي انضمّ إلى SES وعمره 17 عامًا في عام 1973 خلف دونالد لامبي ليون ماكلارين بعد وفاته في عام 1994. تمّت الموافقة على خلافته من قبل زمالة مكوّنة من 200 عضو من كبار أعضاء المنظّمة. توفيّ سري شانتاناند ساراسواتي في عام 1997. أجرى دونالد لامبي اتّصالات مع خليفته، سري فاسوديفاناندا ساراسواتي، الّذي تولى دور المعلم في SES. يواصل سري فاسوديفاناندا ساراسواتي العمل في هذا الدور.

### اللوحات الجدارية واتيربيري

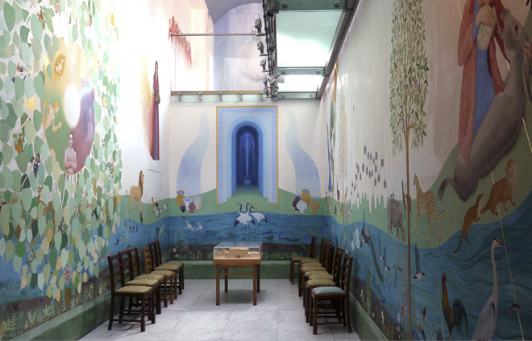
اللوحات الجدارية في واتربيري هاوس

بعد مشروع قام به المهندسون المعماريّون ومجموعات الفنّانين في SES لتخطيط وبناء قاعة جديدة في واتربيري هاوس والّذي بدأ في عام 1971، في 1999-2001، تمت إضافة الّلوحات الجدارية الممتدّة على ثلاثة طوابق، والّتي توضّح فلسفات SES، إلى القاعة. خاصيّة لإنشاء مساحة مقدّسة تهدف إلى الاستمرار لمدّة 500 عام على الأقل. ترك المهندسون المعماريّون والفنّانون تصميماتهم تنشأ من التّفكير في مقطع من أحد النصوص العظيمة لفلسفة أدفايتا ، بريهاندرانياكا انبانيشاد : "في البداية كانت هذه الذات براهمان بالفعل. لقد عرّف نفسه فقط باسم "أنا براهمان". ولذلك صار الكل."  كان نية ماكلارين هو إنشاء مكان مناسب للملك جاناكا ، وبالتالي تم تخطيط الجسر والدرج بالزجاج.

## تعليم الاطفال
في عام 1975، أسّست SES مدارس سانت جيمس المستقلّة في لندن، والّتي تضمّ مدرسة واحدة للفتيات وأخرى للبنين، وكلاهما يخدم الأطفال من سن 4 إلى 18 عامًا. اليوم، حوالي 10% فقط من الأطفال في سانت جيمس لديهم آباء يشاركون في SES. لقد تمّ تصنيفهم في دليل أفضل المدارس في المملكة المتّحدة الصادر عن صندي تايمز. مدرسة سانت فيداست للبنين، في ساروم تشيس في هامبستيد، لندن، تأسّست أيضًا في منتصف السّبعينيات وأغلقت في عام 1985  وشملت المدارس الأخرى مدرسة فيسينو في أوكلاند، نيوزيلندا؛ ومدارس سانت جيمس الإعدادية في كيب تاون ودوربان وجوهانسبرج بجنوب أفريقيا؛ مدرسة جون كوليت، سيدني، أستراليا؛ ومدرسة إيراسموس، ملبورن، أستراليا؛ ومدارس سانت جيمس المستقلّة في لندن؛ مدرسة ألكوين في ليدز (أغلقت عام 2009)؛ مدرسة سانت جيمس الابتدائيّة في ستوكبورت (أغلقت عام 2015)؛ ومدرسة جون سكوتوس في دبلن. اندمجت مدرسة سانت جيمس جونيور بويز مع مدرسة جونيور للبنات لتشكيل سانت جيمس جونيورز عام 2015.
الفلسفة اليونانيّة، الفلسفة الشّرقية، الرّقص الفيدي، شكسبير، فن عصر النّهضة، التّأمل، اليقظة الذّهنية، اللاتينية، اليونانية، اللغة السّنسكريتية، الخط، والرّياضيات الفيدية يتمّ تدريسها في بعض هذه المدارس منذ سن مبكرة جدًا، بالإضافة إلى المناهج الدّراسية العادية. هناك أيضًا تركيز قوي على الرّياضة من خلال الألعاب الجماعية والموسيقى والفنون. يتم تعليم الأطفال فضائل الأدب والمجاملة والصدق.

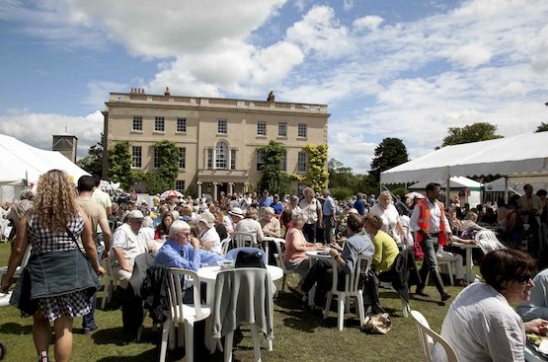
مهرجان الفن في العمل في حدائق واتربيري

## تاريخ إساءة معاملة الأطفال والإجرام والتعويض

### مدارس سانت جيمس وسانت فيداست
في أوائل الثّمانينيات، تلقّت مدارس الأطفال سانت جيمس وسانت فيداست الّتي أسّستها وتديرها SES شكاوى من أولياء الأمور وتعرّضت لسلسلة انتقادية من المقالات نسخة محفوظة 22 يوليو 2023 على موقع واي باك مشين."  في صحيفة ايفنينغ ستاندرد، مع التّركيز على الانضباط القاسي للمدرسة النظام وارتباطاته بكلية العلوم الاقتصادية التي وصفها الصحفيون بـ"العبادة".
في عام 2004، تمّ إنشاء لوحة رسائل عبر الإنترنت نسخة محفوظة 3 نوفمبر 2023 على موقع واي باك مشين. شارك فيها تلاميذ سانت جيمس وسانت فيداست السّابقون ذكرياتهم بما في ذلك العديد من الشّكاوى من سوء المعاملة والعقاب غير المعقول والاعتداء.

### استعلام مدارس سانت جيمس
في عام 2005، بعد شكاوى على لوحة الرّسائل عبر الإنترنت نسخة محفوظة 3 نوفمبر 2023 على موقع واي باك مشين. من تلاميذ سابقين، بدأ محافظو مدارس سانت جيمس تحقيقًا خاصًّا، برئاسة مراقبة الجودة البريطانيّة، جيمس تاونسند، في هذه الادّعاءات. وخلص التّحقيق إلى أنّه خلال الفترة من 1975 إلى 1985، تعرّض الأطفال "للاعتداء الإجرامي" أثناء التحاقهم بالمدارس.
ووصف رئيس التّحقيق الحالات الّتي تعرّض فيها الأولاد "لللكمات في الوجه أو في البطن، وتقيّيدهم بعنف حول الرّأس، وإلقاء مطّاط السّبورة عليهم مما تسبّب في إصابتهم في بعض الحالات، وإلقاء كرات الكريكيت عليهم بعنف عندما كانوا لا ينظرون". على القاذف وضُربوا بنهاية حبل الصّالة الرّياضية. وتعرّض طلاب آخرون للرّكل والضّرب من الخلف والصّفع على الوجه والإلقاء عبر الفصل الدّراسي. وجاء في التّقرير: "مهما كان الاستفزاز، فلا شيء يمكن أن يبرّر سوء المعاملة هذه. كان من الواضح أنّه غير معقول وإجرامي”.
ردًّا على التّقرير، ذكرت المدرسة أنّ المعلّمين المذكورين في التّقرير "سيتلقون تحذيرات تأديبيّة"، لكن "لا توجد خطّة لإبعادهم من المدارس". لم يعد المعلّمون يعملون في سانت جيمس.

### التحقيق في التغطية الصحفية والإعلامية
تمّ نشر تقرير التّحقيق من خلال تقرير إخباري خاص للقناة الرّابعة في 15 مارس 2006 وفي الصّحف الوطنية والمحلية نسخة محفوظة 22 يوليو 2023 على موقع واي باك مشين.. أجرت مراسلة الشّؤون الاجتماعية بالقناة الرّابعة، فيكتوريا ماكدونالد، مقابلة مع تلاميذ سانت جيمس السّابقين ومدير المدرسة آنذاك، ديفيد بودي، الّذي قال إنّ هذه هي المرّة الأولى الّتي يسمع فيها المحافظون عن الشّكاوى. أفاد البرنامج بوجود شكاوى حول أنظمة العقاب في عام 1983 وأنّه تمّ عقد اجتماعات مع أولياء الأمور حضرها بودي نفسه.
وذكر التّقرير أيضًا أنّ "هناك تغييرًا حقيقيًا في روح المدرسة وسلوكها تمّ إثباته من خلال أدلّة هؤلاء الشّهود، الّذين ليسوا على استعداد بشكل طبيعي تجاه SES، الّذين يتحدّثون عنها كأماكن سعيدة حيث يبدو أنّ هناك جو مريح بين التّلاميذ والمعلّمين" 
في شهر ديسمبر 2020، ذكر تقرير بي بي سي نيوز  أنّه "تمّ دفع ما يقرب من مليون جنيه إسترليني كتعويضات لعشرات الطّلاب السّابقين في مدارس سانت جيمس وسانت فيداست بعد مزاعم تاريخيّة عن سوء المعاملة". بعد الإجراء القانوني، الّذي تمّ رفعه ضدّ المدرسة في عام 2016، ذكرت بي بي سي أنّ "45 طالبًا سابقًا الذين التحقوا بالمدارس بين عامي 1975 و1992 تلقّوا حتّى الآن دفعات تصل إلى 30 ألف جنيه إسترليني لكل منهم. وتمّت تسوية جميع القضايا دون اعتراف بالمسؤولية ولم تعرض على المحكمة".
قاد المطالبات القانونيّة المحامي المتخصّص في تعويضات سوء المعاملة مالكولم جونسون، من شركة هودجيل سوليكيتورز، في مخطّط من المقرر إغلاقه في 31 من شهر يناير عام 2021. صرّح أحد المستفيدين من التّعويض: "لم أتلقّ أيّ اعتذار حتّى الآن ولا أعتقد أنّ هناك أيّ ندم حقيقي من جانبهم، لكنّني لا أعتقد أنّنا كنا سنصل إلى هذا الحدّ بدون مشاركة مالكولم. لم يعترفوا بمسؤوليتهم عمّا حدث، على الرّغم من دفع تعويضات للكثيرين، لذلك أشعر أنّه لا يزال يتمّ القيام بذلك بازدراء بعد كل هذا الوقت."

### مدرسة أفلاطون
تأسّست مدرسة أفلاطون للأطفال في أمستردام من الفرع الهولندي لـ SES، بروابط وثيقة بمدارس سانت جيمس في المملكة المتّحدة.
وقد خضعت لتحقيقات الشّرطة الهولنديّة في عاميّ 1996 و2000 في حوادث العقوبات الجسديّة غير القانونيّة وإساءة معاملة الأطفال. تمّت محاكمة مدير المدرسة وأدين بالاعتداء. أغلقت المدرسة في عام 2002 بعد تحقيق الشّرطة الثّاني وفي وقت قريب من الانقسام الدّائم داخل SES في هولندا.

### مقابلات مع التلاميذ السابقين
حضرت الممثّلة إميلي واتسون سانت جيمس، حيث قالت في مقابلة مع صحيفة التّايمز عام 2020 إنّها شهدت "حوادث من القسوة الشّديدة التّي أعرف أنّها كانت مؤلمة للغاية بالنّسبة للأشخاص الّذين يتقدّمون في حياتهم.
في عام 2009، نشرت الممثّلة والتّلميذة السّابقة في سانت جيمس كلارا سلامان "عار عليك"، وهي رواية مبنيّة على تجربتها الخاصّة مع المدرسة والمنظّمة الّتي نشأت فيها؛ ولم تسمّيها لأسباب قانونية، لكن مصادر أخرى عرفتها باسم كليّة العلوم الاقتصاديّة. ووصفت المنظّمة بأنّها "مجتمع روحاني صارم للغاية ويبحث عن الحقيقة ويتطلّب مبلغًا غير عادي من أعضائه". وقالت في مقابلة لراديو نيوزيلندا إنّ 75% إلى 85% من كتابها عبارة عن سرد لأحداث حقيقية من طفولتها. وشملت هذه زواج المعلمين من تلاميذ سابقين، والإيذاء العقلي والجسدي الذي دفعها إلى التفكير في الانتحار، وفتاة أخرى حاولت الانتحار، وثالثة نفذت الانتحار بنجاح. وقالت: "الآن أصبح مكانًا مختلفًا تمامًا، كما قيل لي دائمًا".